# Paglat

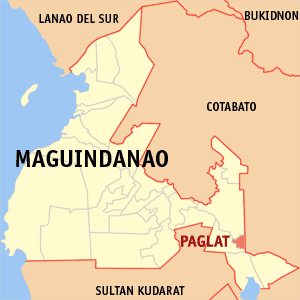
Bản đồ Maguindanao với vị trí của Paglat

Paglat là một đô thị ở tỉnh Maguindanao, Philippines. Theo điều tra dân số năm 2000 của Philipin, đô thị này có dân số 5.832 người.

## Các đơn vị hành chính
Paglat được chia ra 8 barangay.
- Campo
- Damakling
- Damalusay
- Kakal
- Paglat
- Upper Idtig
- Tual
- Salam